# Kovanec
Kovanec är en ort i Tjeckien.   Den ligger i regionen Mellersta Böhmen, i den centrala delen av landet, 40 km nordost om huvudstaden Prag. Kovanec ligger 303 meter över havet och antalet invånare är 129.
Terrängen runt Kovanec är platt.Runt Kovanec är det ganska tätbefolkat, med 65 invånare per kvadratkilometer. Närmaste större samhälle är Mladá Boleslav, 9,0 km öster om Kovanec. Trakten runt Kovanec består till största delen av jordbruksmark.